# 让·多麦颂
让·多麦颂（法語：Jean d'Ormesson，1925年6月16日—2017年12月5日），中文名端木松，法国著名作家，法兰西学院院士，出生于巴黎，其父曾任法国驻罗马尼亚大使，被授予国家荣誉高等骑士勋章（Commandeur de la Légion d'honneur），优越的家庭条件使他年青时有机会在国外很多地方生活过，这极大的丰富了他的知识及阅历。
他毕业于高等师范学校，取得了哲学教师资格。1950年出任联合国教科文组织哲学与人文国际理事会秘书长，1952年任人文科学杂志DIOGENE副主编，此后升为主编。1970年任《费加罗》日报社社长，经常撰写政论文章。他还数次出任部长顾问，多次作为外交使团成员出席国际会议，如1948年的联合国大会。
多麦颂的文学作品富于哲学思考，具有诙谐幽默感，其文笔流畅优美，其学识广博宏富，是受读者喜爱的作家。其主要作品有《帝国的荣耀》、《上帝、其生活与作品》、《流浪犹太人的故事》、《海关》、《几乎一切事物的几乎一无所有》等。
1973年10月18日被选为法兰西学院院士。由于他的努力，使该学院于1980年接纳了第一位女院士玛格丽特·尤瑟纳尔。
2001年荣获孔堡-夏多布里昂大奖。2010年獲頒罗马尼亚奥维德奖。
2017年12月5日，多麥頌於塞納河畔納伊過世，享年92歲。